# Alister McRae
Alister McRae, né le 20 décembre 1970 à Lanark (Écosse) est un pilote de rallyes automobiles.

## Biographie

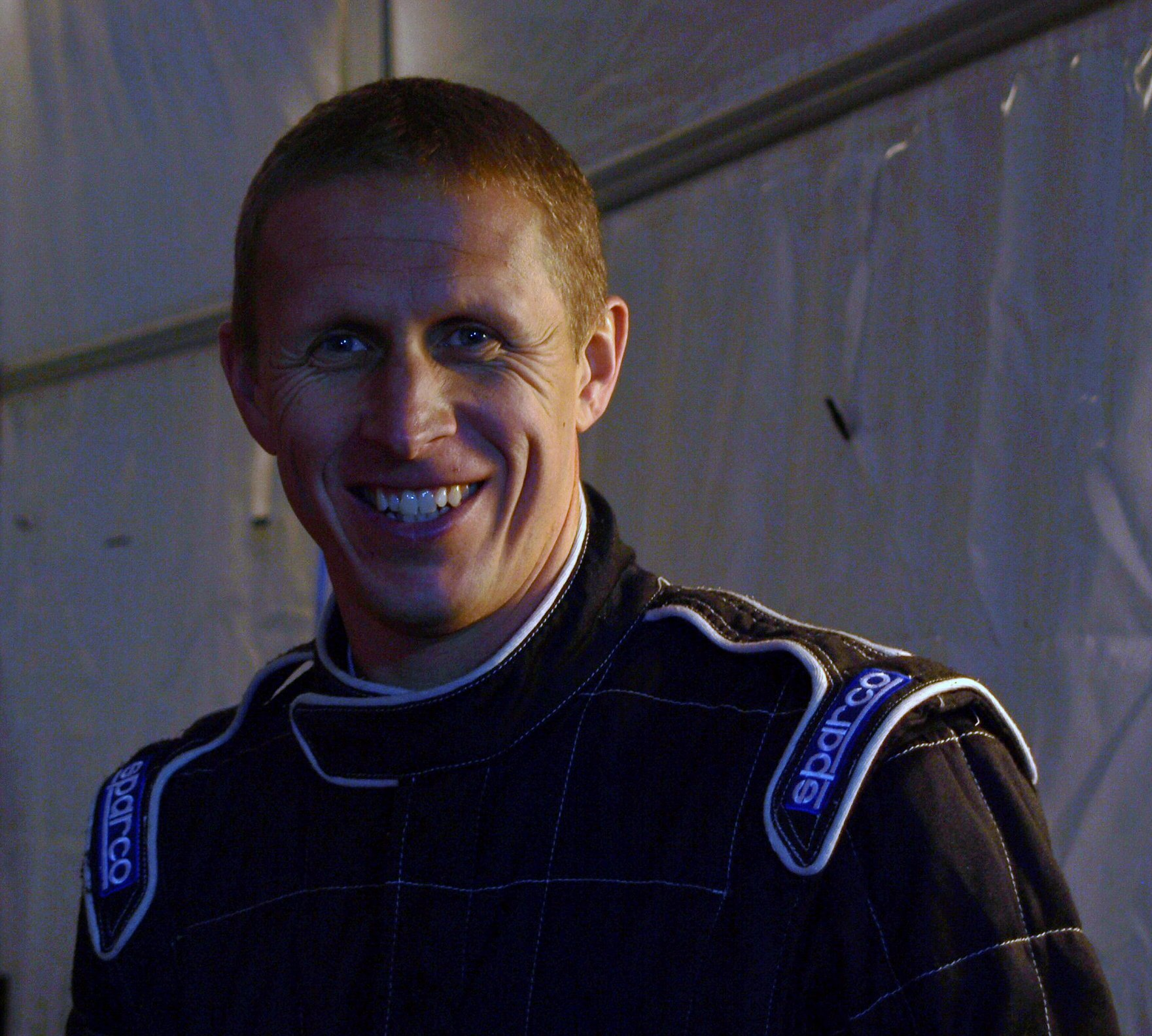
Alister McRae en 2010

Ce pilote est le frère de  Colin McRae champion du monde en 1995, et le fils de Jimmy McRae (né en 1943), quintuple champion d'Angleterre des Rallyes, en 1981, 1982, 1984, 1987 et 1988, sur Opel et Ford, et vice-champion d'Europe 1982 (4 victoires dans ce championnat).
Alister McRae a débuté en compétition automobile dès 1991, à 21 ans, au RAC Rally, après s'être essayé au motocross.
Il a disputé au total 80 rallyes en WRC, de 1991 à 2007 (meilleurs résultats : 4e aux RAC Rally 1995 et 2001, et 5e aux 1000 lacs 1995 et en 2002 en Suède), glanant 60 points en 16 années.
David Senior a été son copilote de 1991 à 2004.
Ils ont également disputés 9 rallyes en championnat d'Europe, de 1991 à 2003 (3e du rallye de l'Île de Man en 1995), et Alister McRae a été concurrent lors du Paris-Dakar 2009.
Il a aussi participé au Championnat chinois des rallyes en 2006, et à la Course des champions en 2007, alors associé à David Coulthard, deux mois après la mort de son frère.
Ses marques automobiles successives ont été Subaru, avec le Hyundai World Rally Team, et sur Mitsubishi ("Proton" en Malaisie).
Il remplace Guy Wilks en Championnat du Monde de Rallycross à partir de Lohéac pour la fin de la saison 2017.

## Palmarès (au 02/09/2017)
- Champion de l'école de conduite Shell : 1992 ;
- Vainqueur en catégorie P-WRC du RAC Rally : 1992 ;
- Champion d'Angleterre des Rallyes : 1995 (sur Nissan Sunny) ;
- Champion d'Asie-Pacifique des Rallyes Catégorie 2 Litres : 1999 (sur Hyundai Coupé, ex æquo avec Kenneth Eriksson, même modèle) ;
- Champion d'Asie-Pacifique des Rallyes : 2011, sur Proton Satria Neo S2000 (copilote l'Australien William Hayes (à ses côtés depuis 2009)) ;
- Coupe d'Asie des rallyes : 2011, sur Proton Satria Neo S2000 (copilote l'Australien William Hayes) ;
  - Vice-champion du monde des voitures de production WRC : 2004 (derrière Niall McShea) ;
  - Vice-champion d'Asie-Pacifique des rallyes : 2012 ;
  - 2e de la Coupe d'Asie des rallyes : 2012.

### 1 victoire en IRC
- 2006 : Rallye Zoulou d'Afrique du Sud (Afrique du Sud - la toute première course disputée en IRC) ;

### 3 victoires en APRC
- 2011 et 2012 : Rallye de Chine ;
- 2012 : rallye de Malaisie ;
  - 2es places : rallyes de Whangarei 2010 et d'Hokkaido 2011 ;
  - 3es places : rallyes de Malaisie 2011 et de Nouvelle-Calédonie 2011.

### FIA World Rallycross
En 2017, alors que Guy Wilks stoppe sa saison de World Rallycross. Alister McRae pilotera la Volkswagen Polo WRX de Guy Wilks pour la première fois à Lohéac.

## Autre
- 2009 : 40e au rallye Dakar comme copilote du néerlandais Chris Leyds sur McRae Enduro [2],[3].